# IC 5283
IC 5283 (również PGC 70350) – galaktyka spiralna znajdująca się w konstelacji Pegaza. Odkrył ją Guillaume Bigourdan 4 września 1891 roku. IC 5283 oddziałuje grawitacyjnie z galaktyką NGC 7469. Obie te galaktyki stanowią obiekt Arp 298 w Atlasie Osobliwych Galaktyk Haltona Arpa. Znajdują się w odległości 200 milionów lat świetlnych od Ziemi.